# Since I Lost My Baby
"Since I Lost My Baby" is een single van de Amerikaanse motown-groep The Temptations. Het nummer is de belangrijkste single van het album The Temptin' Temptations van de groep. Het behaalde in de Verenigde Staten de 17e plek op de hitlijst, in de R&B lijst was de vierde plek het hoogste.
Since I Lost My Baby was een van de vele singles die Smokey Robinson, bekend van een andere Motowngroep, The Miracles, schreef voor The Temptations voordat Norman Whitfield die taak van hem overnam. Robinson schreef dit nummer samen met Warren "Pete" Moore, ook bekend van The Miracles.
Het onderwerp van het nummer is dat de verteller, leadzanger David Ruffin hier, zijn geliefde is kwijtgeraakt. Hij vertelt dat alhoewel hij alles bezit, niets zo mooi meer is nu zijn liefde er niet meer is. Een voorbeeld van een regel die voorkomt in de tekst is "Fun is a bore and with money I'm poor" ("Lol is saai en met geld ben ik arm"). Hier is duidelijk te zien dat er paradoxen in de tekst gebruikt worden en dit moet aangeven dat hij zijn liefde nodig heeft om te kunnen leven.
"Since I Lost My Baby" was niet alleen populair onder het publiek, maar ook onder andere artiesten. Het nummer is dan ook meermaals gecoverd door artiesten als Michael MacDonald, Luther Vandross, Ray French, The Outsiders en zelfs vier decennia later door Angie Stone in 2005.
De B-kant van de single, "You've Got To Earn It", kende zelf ook een klein succes op de poplijst met een nummer 123-positie en een veel groter succes op de R&B-lijst met een 22ste plek. In tegenstelling tot "Since I Lost My Baby" is het niet David Ruffin, maar Eddie Kendricks die in dit nummer als leadzanger optreedt.

## Bezetting
- Lead: David Ruffin
- Achtergrond: Eddie Kendricks, Melvin Franklin, Otis Williams en Paul Williams
- Instrumentatie: The Funk Brothers
- Schrijvers: Smokey Robinson en Pete Moore
- Productie: Smokey Robinson